# Омар Мустафа аль-Мунтазир
Омар Мустафа аль-Мунтазир (араб. عمر مصطفى المنتصر‎)  (1939; Итальянская Ливия — 23 января 2001; Ливийская Джамахирия) — ливийский политический и государственный деятель; генеральный секретарь Высшего Народного Комитета Ливии (премьер-министр) с 1 марта 1987 года по 7 октября 1990 года и министр иностранных дел Ливии с 1992 по 2000 годы.